# 増田れい子
増田 れい子（ますだ れいこ、1929年1月5日 - 2012年12月12日）は、日本のジャーナリスト、エッセイスト。毎日新聞東京本社論説委員、学芸部編集委員、サンデー毎日記者を歴任。

## 人物
東京府豊多摩郡杉並町（現・杉並区）生まれ、茨城県稲敷郡牛久村城中（現・牛久市城中町）育ち。住井すゑと犬田卯の次女。1945年、茨城県立土浦高等女学校（現・茨城県立土浦第二高等学校）卒業。1946年、日本女子大学校（現・日本女子大学）国文学科入学。同校卒業後、旧制東京大学文学部国文学科に入学。1953年に同大学を卒業し、毎日新聞社東京本社に入社。第二次世界大戦後初めて正式に採用された女性記者の一人であった。1991年毎日新聞初の女性論説委員になる。1984年には女性初の日本記者クラブ賞を受賞。著書には暮らしをテーマにしたエッセイが多い。社会運動も盛んで、「司法改革市民会議」委員の他、「マスコミ九条の会」、「女性『九条の会』」などに関わる。
住井すゑ家族の牛久沼畔の田舎暮らしは、エッセイ『母・住井すゑ』に詳しい。
2012年12月12日に急性心筋梗塞のため死去。

## 略歴
- 1935年、茨城県稲敷郡牛久村の小川芋銭宅の近くに転居
- 1953年、毎日新聞東京本社入社
- 1984年、日本記者クラブ賞を受賞[4]
- 1991年、論説委員
- 1999年、「司法改革市民会議」委員

## 著書
- 『くらしのうた』  柴田書店 1975
- 『午後の思い』北洋社 1975
- 『しあわせな食卓』北洋社 1978.4
- 『つれづれの味』 北洋社 1978.10
- 『一枚のキルト』 北洋社 1979.6
- 『春の予感』冬樹社 1979.11
- 『花の香がする…』教育研究社 1980.2
- 『独りの珈琲』鎌倉書房 1981.7  のち三笠書房知的生き方文庫
- 『風の行方:私の紳士録』 鎌倉書房 1982.8
- 『花豆のワルツ』 鎌倉書房 1983.3 (増田れい子自選エッセイ集 2)
- 『雪想い』 鎌倉書房 1983.3 (増田れい子自選エッセイ集 1)
- 『夢のゆくえ:26人の熱い女たち』 鎌倉書房 1983.10
- 『白い時間』 講談社 1984.5
- 『いろんな瓶』 鎌倉書房 1984.8
- 『ゆりかごの歌』 鎌倉書房 1985.9
- 『インク壺』暮しの手帖社 1988.11
- 『沼の上の家』労働旬報社 1992.5
- 『ひとを愛するということ』 労働旬報社 1993.9 (たんぽぽブックス)
- 『花のある場所』 大月書店 1994.11（増田れい子の本 1）
- 『女たちの歌声』大月書店 1994.12 （増田れい子の本 2）
- 『一本のペン 私は何を書いてきたか』大月書店 1995.2（増田れい子の本 3）
- 『わが生涯 生きて愛して闘って』 住井すゑ共著 岩波書店 1995.1
- 『看護 ベッドサイドの光景』 1996.1 (岩波新書)
- 『心の虹・詩人のふるさと紀行』 労働旬報社 1996.8
- 『住井すゑペンの生涯』 労働旬報社 1996.5 (メッセージ21）
- 『食器』（編）作品社　1997.1 (日本の名随筆 別巻 71)
- 『母・住井すゑ』海竜社 1998.1
- 『心のコートを脱ぎ捨てて』 岩波書店 2002.5
- 『たんぽぽのメニュー』河出書房新社、2020年2月。ISBN 978-4-309-02858-3。(『つれづれの味』の改題、一部修正)

### 翻訳
- 『民衆のフランス革命 農民が描く闘いの真実』エルクマン＝シャトリアン 犬田卯共訳 昭和堂 2010.7